# Région ecclésiastique de Lombardie

Carte de la région ecclésiastique de Lombardie.

La région ecclésiastique de Lombardie (en italien : Regione ecclesiastica Lombardia) est l'une des seize régions ecclésiastiques que compte l'Église catholique romaine en Italie.
Cette circonscription d'une superficie d'environ 23 000 km² couvre un peu moins que la totalité de la région administrative de Lombardie et, dans une moindre mesure, les régions ecclésiastiques du Piémont, de la Ligurie, d'Émilie-Romagne et de Triveneto. C'est la région ecclésiastique la plus peuplée de la Conférence épiscopale italienne. Elle englobe 9 771 828 habitants répartis sur 3 058 paroisses. En 2025, elle compte 3 995 religieux séculiers, 1 104 religieux réguliers et 322 diacres permanents.

## Archidiocèses et diocèses
La région compte 1 archidiocèses et 9 diocèses :
- Archidiocèse de Milan
  - Diocèse de Bergame
  - Diocèse de Brescia
  - Diocèse de Côme
  - Diocèse de Crema
  - Diocèse de Crémone
  - Diocèse de Lodi
  - Diocèse de Mantoue
  - Diocèse de Pavie
  - Diocèse de Vigevano

### Articles liés
- Église catholique en Italie
- Liste des diocèses et archidiocèses d'Italie